# 岡本定男
岡本 定男（おかもと さだお、1946年-　）は、日本の教育学者、奈良教育大学名誉教授。前大阪健康福祉短期大学学長。
愛知県生まれ。1969年名古屋大学理学部数学科卒、1972年大阪教育大学大学院教育学研究科修士課程修了、1982年東京大学大学院教育学研究科教育史教育哲学博士課程満期退学。1993年『子ども文化の水脈』で日本児童文学学会賞奨励賞受賞。1987年奈良教育大学助教授、98年教授、2011年定年退任、名誉教授。1997年－2010年「教育科学研究会」副委員長。2015年2月－2017年3月大阪健康福祉短期大学学長。

## 著書
- 『子ども文化の水脈～近代日本児童文化史研究論考』近代文藝社 1993
- 『日本児童教育之路～近代日本児童文化史考論』天津人民出版社 2010
- 『学長の世迷言～限界世相徒然』(キンドル・ダイレクト・パブリッシング）ういま出版社 2017

## 著訳
- A.リヒトヴァルク/岡本定男『芸術教育と学校～ドイツ芸術教育運動の源流』明治図書出版　1985

### 編著
- 著『大学の授業を生きる　「体感的教育学」創生試論』新踏社　1997
- 著『大学の教師を遊ぶ　「体感的教育」実践の脈路』アサヒビジネスサポート 1999
- 著『大学の講義を綾なす 「体感的教育」実践のカルテット』 アサヒビジネスサポート 1999
- 著『大学の授業を沸かす 「体感的教育」実践のコンパス』アサヒビジネスサポート 2000
- 著『大学の授業を拓く　「体感的教育」のベンチャー・メモ』アサヒビジネスサポート 2001
- 著『大学の講義を醸す 「体感的教育」実践の作用圏とワープ』アサヒビジネスサポート 2001
- 著『大学の授業を翔（かけ）る 「体感的教育」実践の無限界』 アサヒビジネスサポート 2002
- 著『大学の講義を谺す 「体感的教育実践」のフラクタル』 アサヒビジネスサポート 2003
- 東村元嗣共編『大学の授業を超える 「体感的教育」実践の紅蓮道』 アサヒビジネスサポート 2004
- 東村元嗣共編 ア『大学の講義を萌す 「体感的教育」実践の無尽力』サヒビジネスサポート 2005
- 東村元嗣共編『大学の講義を灯す 「体感的教育」実践の分水嶺』 アサヒビジネスサポート 2006
- 東村元嗣共編『大学の授業を興す 「体感的教育」実践の起爆力』 アサヒビジネスサポート 2007
- 東村元嗣共編『大学の講義を画す 「体感的教育」実践の未踏界』 アサヒビジネスサポート 2009
- 著『大学の教師を極道楽する 「体感的教育」実践の淨進化』 アサヒビジネスサポート 2010

## 注
1. ↑  『現代日本人名録』